# Alfred Newman
Alfred Newman (New Haven, 17 de març de 1901 − Hollywood, 17 de febrer de 1970) fou un compositor estatunidenc, arranjador, i director de música per al cinema.
En una carrera que abraçava més de quaranta anys, Newman componia música per a més de dues-centes pel·lícules. Fou un dels compositors de cinema més respectats del seu temps, i actualment es considera un dels més grans en la història. Al costat de compositors com Max Steiner, Erich Wolfgang Korngold, Franz Waxman i Miklós Rózsa, Newman va tenir un paper important en la tradició de compondre música original per a pel·lícules.
Newman també va dirigir la música per a moltes adaptacions de pel·lícula de musicals de Broadway, així com de molts musicals originals de Hollywood. Va guanyar l'Oscar en l'adaptació de coneguts musicals com The King and I (1956), Camelot (1967), i Call Me Madam (1953), així com per adaptar les cançons d'aquests musicals de Hollywood per al lluiment de Betty Grable Mother Wore Tights (1947). Dirigí l'orquestra en totes les adaptacions al cinema dels musicals de Rodgers And Hammerstein amb l'excepció d'Oklahoma! (1955) i Somriures i llàgrimes (1965). També dirigí l'orquestra per a l'únic musical que Rodgers i Hammerstein van escriure específicament per un film, State Fair (1945), i el seu posterior remake de 1962.
Newman guanyava nou Oscars, més que qualsevol altre compositor en la història de l'Oscar, i només superat per Walt Disney en guardons individuals. Fou nominat un total de 45 vegades, cosa que el fa la segona persona més nominada en la història de l'Acadèmia, una altra vegada segon després de Disney i empatat amb John Williams.

## Joventut
El més gran de deu fills, Newman naixia a New Haven, Connecticut. Un prodigi musical, començà a estudiar piano a l'edat de cinc amb Sigismund Stojowski, i caminava deu milles tots els dies per practicar en el piano d'un veí. Començà a complementar els ingressos de la seva pobra família pobra tocant en teatres i restaurants. Feu el circuit del vodevil amb Grace LaRue, i era anunciat com a "El meravellós nen pianista". També estudià composició amb Rubin Goldmark. Abans dels vint anys es traslladà a Nova York, on començà una carrera de deu anys a Broadway dirigint els musicals de compositors com George Gershwin, Richard Rodgers i Jerome Kern. Llavors, el 1930, acompanyà Irving Berlin a Hollywood. A Los Angeles, va obtenir lliçons privades d'Arnold Schoenberg.

## Carrera al cinema
Newman arribà a Hollywood el 1930 com a director d'orquestra. Després de completar el seu treball sobre un projecte de Berlín, una pel·lícula anomenada Reaching for the Moon, Newman trobà treball amb Samuel Goldwyn i United Artists, i va escriure la seva primera música per a pel·lícula per a la producció de Goldwyn de 1931 Street Scene. La música principal que escrivia per a aquesta pel·lícula es convertia en un tema al qual retornava en unes quantes ocasions, incloent-hi l'obertura de la pel·lícula de 1953 How to Marry a Millionaire, en la qual Newman dirigeix l'orquestra de l'estudi. El tema també apareix en pel·lícules com I Wake Up Screaming, El plor de la ciutat i Where The Sidewalk Ends.
El 1940, Newman començava una carrera de 20 anys com a director de música per als estudis de la 20th Century Fox. Va compondre la familiar fanfàrria que acompanya el logo de l'estudi al començament de les produccions de la Fox, i encara introdueix Fox pictures avui. El 1953, Newman va escriure l'extensió per al Cinemascope d'aquesta fanfàrria. A la Fox, també va desenvolupar el que es coneixeria com el Sistema Newman, un mètode per sincronitzar les imatges amb la música de la pel·lícula. El sistema s'utilitza encara avui. La darrera partitura de Newman sota el seu contracte amb la Fox fou The Best of Everything (1959).
Després de deixar la Fox el 1960, Newman va compondre a petició per a la resta de la seva carrera, escrivint la música per a pel·lícules de la Metro-Goldwyn-Mayer La conquesta de l'Oest i The Greatest Story Ever Told, entre d'altres.
Després de compondre la música per Capità de Castella, enregistrada amb l'orquestra de la Fox, Newman va dirigir una sèrie d'àlbums per a Capitol Records, incloent-hi l'enregistrament de George Gershwin Variations on "I Got Rhythm". Va ser actiu fins al final de la seva vida, component Airport (1970) per a Universal Studios poc abans de la seva mort.
Newman moria el 17 de febrer de 1970, exactament un mes abans del seu 70è aniversari a la seva casa a Hollywood de complicacions d'emfisema.
Després de la seva mort, George Korngold produïa un àlbum de RCA Victor en record de Newman, Capità de Castella amb l'Orquestra Filharmònica Nacional dirigida per Charles Gerhardt.

## Premis
Newman fou proposat per un total de 45 Premis de l'Acadèmia, fent-lo el compositor més nominat en la història Oscar. Aquest rècord li durà fins a trenta-sis anys, quan el 2006 John Williams l'atrapava en rebre les seves 44es i 45es nominacions. 43 de les nominacions de Newman eren per a Millor Banda Original (cosa que el fa el més nominat en aquesta categoria; Williams n'ha rebut 40), mentre que 2 eren per a la Cançó Original.
Newman guanyà un total de nou Premis de l'Acadèmia; segon després de Walt Disney.
El 1940 Newman fou seleccionat pel seu treball a quatre pel·lícules diferents. Victor Young és l'únic compositor que també ho ha aconseguit. Entre 1938 i 1957, Newman va ser nominat durant vint anys seguits.
També rebia una nominació de Globus d'Or (pòstumament per al seu resultat a Airport), però no va vèncer. Igualment rebia una nominació Grammy pòstuma per a la mateixa pel·lícula, però una altra vegada no va vèncer.
La seva música per La conquesta de l'Oest fou classificada per l'American Film Institute com el vint-i-cinquena banda sonora més important de tots el temps.

## Família Newman
Es casà amb Martha Louise Montgomery, que havia sigut actriu i Goldwyn Girl; varen tenir cinc fills.
Fou el cap d'una important família de compositors de cinema de Hollywood: 
- El seu germà Lionel Newman posà música a tres dotzenes de pel·lícules i unes quantes sèries de TV, adaptant i dirigint la música per a centenars d'altres pel·lícules.
- El seu germà Emil Newman compongué la música de més de 50 pel·lícules.
- El seu fill David Newman ha compost la música de 85 pel·lícules, incloent-hi Hoffa, Galaxy Quest, El professor guillat, La guerra dels Rose i Ice Age: L'edat de gel.
- El seu fill Thomas Newman ha compost la banda sonora d'unes 75 pel·lícules, incloent-hi Buscant en Nemo, The Green Mile, Cadena perpètua, Tomàquets verds fregits, Road to Perdition, American Beauty i WALL-E, i ha rebut deu nominacions a l'Oscar.
- La seva filla Maria Newman és una músic eminent i compositora.
- El seu nebot Randy Newman és un guanyador de Premi Oscar aconseguit no només per al seu treball en el cinema sinó també per a una sèrie d'àlbums populars com a cantant/compositor.
- El seu nebot Joey Newman ha compost per a moltes sèries TV, pel·lícules, i videojocs.

## Filmografia parcial
Entre 1930 i 1970, Alfred Newman va escriure música per a més de 200 pel·lícules de tots els gèneres, hi un resultat per al noticiari fet de la Segona Guerra Mundial seqüències de la Batalla De Midway.
A més a més de les seves pròpies composicions per al cinema, Newman feu de director musical en moltes altres pel·lícules. Entre les seves composicions (i adaptacions d'altres compositors) destaquen:
- 1930 - Whoopee! (adaptació) (cançons de Walter Donaldson and Gus Kahn)
- 1931 - City Lights (director musical) (música de Charlie Chaplin)
- 1931 - Indiscreet (director musical)
- 1931 - Street Scene
- 1933 - State Fair (versió no musical)
- 1934 - The Cat’s-Paw
- 1936 - Desengany
- 1937 - Només es viu una vegada
- 1937 - The Prisoner of Zenda (Oscar a la millor banda sonora)
- 1938 - Alexander's Ragtime Band (Oscar) (adaptació, les cançons eren de Irving Berlin)
- 1939 - Gunga Din
- 1939 - Cims borrascosos (Oscar a la millor banda sonora)
- 1939 - El geperut de Notre-Dame (Oscar a la millor banda sonora)
- 1940 - Vigil in the Night
- 1940 - The Mark of Zorro (Oscar a la millor banda sonora)
- 1940 - Tin Pan Alley (Oscar) (adaptació; la pel·lícula utilitzà velles cançons populars com The Sheik of Araby)
- 1941 - Que verda era la meva vall
- 1942 - Roxie Hart
- 1943 - The Song of Bernadette (Oscar)
- 1943 - My Friend Flicka
- 1944 - The Keys of the Kingdom (Oscar a la millor banda sonora)
- 1945 - State Fair (només adaptació; versió musical de Rodgers and Hammerstein) (Nominació a l'Oscar a la millor adaptació musical)
- 1947 - Capità de Castella (Oscar a la millor banda sonora)
- 1947 - Mother Wore Tights (adaptació) (Oscar)
- 1947 - Gentleman's Agreement
- 1947 - The Shocking Miss Pilgrim
- 1948 - The Snake Pit
- 1948 - That Lady in Ermine
- 1948 - The Iron Curtain
- 1949 - Twelve O'Clock High
- 1949 - Chicken Every Sunday
- 1949 - Pinky
- 1950 - Tot sobre Eva
- 1950 - Panic in the Streets
- 1950 - Assetjats
- 1952 - El presoner de Zenda
- 1952 - The Snows of Kilimanjaro
- 1952 - With a Song in My Heart (només adaptació; conté cançons de diversos compositors, però Newman no era un d'ells) (Oscar)
- 1953 - How to Marry a Millionaire (Alfred Newman apareix dirigint l'orquestra en el pròleg. La música és de Street Scene.)
- 1953 - La túnica sagrada
- 1953 - Call Me Madam (adaptació; les cançons eren d'Irving Berlin) (Oscar)
- 1954 - Demetri i els gladiadors (Demetrius and the Gladiators)
- 1955 - A Man Called Peter
- 1955 - Love Is a Many-Splendored Thing (Oscar)
- 1955 - The Seven Year Itch
- 1956 - Anastàsia
- 1956 - Carousel (adaptació, les cançons eren de Rodgers and Hammerstein)
- 1956 - The King and I (adaptació; les cançons eren de Rodgers and Hammerstein) (Oscar)
- 1957 - April Love (adaptació)
- 1958 - South Pacific (Director; les cançons eren de Rodgers and Hammerstein)
- 1958 - A Certain Smile
- 1959 - The Diary of Anne Frank (Oscar a la millor banda sonora)
- 1961 - Promeses sense promès (adaptació; les cançons eren de Rodgers and Hammerstein)
- 1962 - State Fair (remake de la versió musical) (només adaptació; les cançons eren de Rodgers i Hammerstein, amb cançons addicionals de Richard Rodgers)
- 1962 - La conquesta de l'Oest (Oscar a la millor banda sonora)
- 1965 - The Greatest Story Ever Told (Oscar a la millor banda sonora)
- 1967 - Camelot (adaptació; les cançons eren d'Alan Jay Lerner i Frederick Loewe) (Oscar)
- 1968 - Firecreek
- 1970 - Airport

## Premis i nominacions

### Premis Oscar
| Any  | Categoria           | Pel·lícula                                                  | Resultat  |
| ---- | ------------------- | ----------------------------------------------------------- | --------- |
| 1938 | Millor banda sonora | Huracà sobre l'illa                                         | Candidat  |
| 1938 | Millor banda sonora | The Prisoner of Zenda                                       | Candidat  |
| 1939 | Millor banda sonora | Alexander's Ragtime Band                                    | Guanyador |
| 1939 | Millor banda sonora | The Cowboy and the Lady                                     | Candidat  |
| 1939 | Millor banda sonora | Així neix una fantasia                                      | Candidat  |
| 1940 | Millor banda sonora | The Rains Came                                              | Candidat  |
| 1940 | Millor banda sonora | Cims borrascosos                                            | Candidat  |
| 1940 | Millor banda sonora | El geperut de Notre-Dame                                    | Candidat  |
| 1940 | Millor banda sonora | They Shall Have Music                                       | Candidat  |
| 1941 | Millor banda sonora | Tin Pan Alley                                               | Guanyador |
| 1941 | Millor banda sonora | The Mark of Zorro                                           | Candidat  |
| 1942 | Millor banda sonora | Bola de foc                                                 | Candidat  |
| 1942 | Millor banda sonora | Que verda era la meva vall                                  | Candidat  |
| 1943 | Millor banda sonora | The Black Swan                                              | Candidat  |
| 1943 | Millor banda sonora | My Gal Sal                                                  | Candidat  |
| 1944 | Millor banda sonora | The Song of Bernadette                                      | Guanyador |
| 1944 | Millor banda sonora | Coney Island                                                | Candidat  |
| 1945 | Millor banda sonora | Wilson                                                      | Candidat  |
| 1945 | Millor banda sonora | Irish Eyes Are Smiling                                      | Candidat  |
| 1946 | Millor banda sonora | The Keys of the Kingdom                                     | Candidat  |
| 1946 | Millor banda sonora | State Fair                                                  | Candidat  |
| 1947 | Millor banda sonora | Centennial Summer                                           | Candidat  |
| 1948 | Millor banda sonora | Mother Wore Tights                                          | Guanyador |
| 1948 | Millor banda sonora | Capità de Castella                                          | Candidat  |
| 1949 | Millor banda sonora | The Snake Pit                                               | Candidat  |
| 1949 | Millor banda sonora | When My Baby Smiles at Me                                   | Candidat  |
| 1950 | Millor cançó        | Come to the Stable amb "Through a Long and Sleepless Night" | Candidat  |
| 1951 | Millor banda sonora | Tot sobre Eva                                               | Candidat  |
| 1952 | Millor banda sonora | David i Betsabé                                             | Candidat  |
| 1952 | Millor banda sonora | On the Riviera                                              | Candidat  |
| 1953 | Millor banda sonora | With a Song in My Heart                                     | Guanyador |
| 1954 | Millor banda sonora | Call Me Madam                                               | Guanyador |
| 1955 | Millor banda sonora | Llums de teatre                                             | Candidat  |
| 1956 | Millor banda sonora | Love Is a Many-Splendored Thing                             | Guanyador |
| 1956 | Millor banda sonora | Daddy Long Legs                                             | Candidat  |
| 1957 | Millor banda sonora | The King and I                                              | Guanyador |
| 1957 | Millor banda sonora | Anastàsia                                                   | Candidat  |
| 1958 | Millor banda sonora | South Pacific                                               | Candidat  |
| 1960 | Millor cançó        | The Best of Everything amb "The Best of Everything"         | Candidat  |
| 1960 | Millor banda sonora | The Diary of Anne Frank                                     | Candidat  |
| 1962 | Millor banda sonora | Promeses sense promès                                       | Guanyador |
| 1964 | Millor banda sonora | La conquesta de l'Oest                                      | Candidat  |
| 1966 | Millor banda sonora | The Greatest Story Ever Told                                | Candidat  |
| 1968 | Millor banda sonora | Camelot                                                     | Guanyador |
| 1971 | Millor banda sonora | Airport                                                     | Candidat  |

### Premis Globus d'Or
| Any  | Categoria                    | Pel·lícula | Resultat |
| ---- | ---------------------------- | ---------- | -------- |
| 1971 | Millor banda sonora original | Airport    | Candidat |

### Premis Grammy
| Any  | Categoria                                  | Pel·lícula            | Resultat |
| ---- | ------------------------------------------ | --------------------- | -------- |
| 1959 | Millor àlbum de banda sonora               | South Pacific         | Candidat |
| 1962 | Millor àlbum de banda sonora               | Promeses sense promès | Candidat |
| 1971 | Millor banda sonora original de pel·lícula | Airport               | Candidat |